# Orden vom Fächer
Der Orden vom Fächer war ein preußischer Hausorden. Gestiftet wurde er von der Kronprinzessin Luise Ulrike von Preußen, der späteren Ehefrau des Schwedenkönigs Adolf Friedrich im Jahr 1744. Erst als ritterlicher Damenorden geführt, wurde der Orden später auch an Herren des Hofes verliehen. Der Orden wird auch in der Literatur unter dem Namen der Stifterin Orden der Luise Ulrike geführt und gelegentlich als Ritterorden eingestuft. Der Zeitpunkt seines Erlöschens ist nicht bekannt. 

## Ordensdekoration
Die Ordensdekoration bestand aus einem goldenen Schild, das auf einem goldenen Andreaskreuz aufgelegt war und dessen Arme wie auch ein senkrechter Balken nach unten hervor ragten. Über dem Medaillon schwebte eine goldene Königskrone. Ein goldener Reif um das Medaillon trug die Ordensdevise  „La raison fait ma valeur, la division me perd“.

## Einzelnachweis
1. ↑   Ordensbuch sämtlicher in Europa blühender und erloschener Orden und Ehrenzeichen, Gustav Adolph Ackermann, veröffentlicht von Rudolf & Dieterici, Annaberg 1855